# Hermann Hertling
Hermann Hertling (* 16. Juli 1930 in Köln-Lindenthal) ist ein kölscher Schauspieler, Regisseur, Mundartautor (Komödien und Prosa), Rezitator und „Verzällchesmann“ (Geschichtenerzähler).

## Leben
Hertling verbrachte als einziges Kind von Adolf Hertling und Elfriede („Friedel“) Hertling, geb. Fedek, seine Schulzeit in Köln (Dreikönigsgymnasium) mit kriegsbedingten Aufenthalten in Bayern. Beruflich war er als Prokurist in Brühl und Langenfeld tätig. Verheiratet war Hermann Hertling mit Katharina („Käthe“) Hertling (* 1936, † 2019). Er ist zweifacher Vater und dreifacher Großvater.

## Schaffen

### Schauspieler, Regisseur und Spielleiter
Seit 1948 ist Hertling Mitglied der Laienspielschaft St. Engelbert in Köln. Zudem ist er seit 1960 Mitglied der Kumede, des Theaters des Heimatvereins Alt-Köln. Von 1984 bis 2010 war er „Baas“ (Spielleiter) der Kumede als Nachfolger von Berni und Änni Klinkenberg. Pro Spielzeit entsprach dies bei zahlreichen Aufführungen bis zu 12.000 Zuschauern; einige wurden im WDR-Fernsehen übertragen.
Seit 2022 spielt Hertling im neu gegründeten Theater Kölsche Bredder und führt Regie.

### Würdigung der Theaterarbeit
In ihrer Laudatio zur Verleihung des Rheinlandtalers am 14. April 2011 an Hermann Hertling machte sich Jutta Eckenbach (stellvertretende Vorsitzende der Landschaftsversammlung Rheinland) die Position des Kölner Autorenlexikons zu Eigen, nach dem unter Hertlings Ägide die Kumede „nach der Zahl der Aufführungen und der Zahl der Besucher ihre Blütezeit“ erlebt hat. Hertling selbst, in der Mundart-Szene als Publikumsliebling bekannt, bezeichnete Eckenbach in ihrer Rede als einen „begnadeten Schauspielern, die den richtigen Ton im Kölschen genau treffen und die Gabe besitzen, die Zuschauer mitzureißen“.

### Autor
Hertling ist seit 1962 Kölsch-Autor, laut Kölner Autorenlexikon wird er als der eigentliche „Hausautor der Kumede“ bezeichnet.

#### Werke
- Romeo und Julia op Kölsch, 2001;[3]
- Et Raritätche (nach „E Raritätche“ v. H. Koch), UA 1962, Wh. 1965;
- Et Thema, UA 1969; Drei Hüng an einem Knoche, UA 1970 (Wh. 1978);
- Bei Schmitz weed op de Trumm geklopp, UA 1970;
- Dä Filou (nach „Tartuffe“ von Molière), UA 1982;
- Uns Tant Trina (nach Karl Schmalbach), UA 1986;
- Köbes der Eeschte (nach Karl Schmalbach), UA 1988 (Wh. 1989, auch WDR 1989);
- Ich levve su jän (nach „Der Berghase“ von Kurt Rossa), UA 1988;
- Zemmer zo vermeede (nach E. Wempner), UA 1989;
- Schläch höre kann hä jot (nach Karl Schmalbach), UA 1990 (auch WDR 1990);
- Butz widder Butz (nach „Su kütt ei Kuckucksei zom andere“ v. T. Rausch), UA 1994;
- Bei Hempels ungerm Kanapee, UA 1998 (auch WDR-TV 1999) alle für die „Kumede“;
- zusammen mit H. Urbanek: Mädche för alles, UA 1971;
- En vermasselte Funksitzung, UA 1971, Maatspektakel, UA 1971 (Wh. 1982);
- Has höpp, UA 1972 (Wh. 1987);
- Stammdesch „Grielächer“, UA 1972;
- E Bildche vun 1823, UA 1973;
- En Reis noh Rio, UA 1974 (Wh. 1986);
- Bäumche wähßel dich, UA 1974;
- Dä Schroppsöffer, UA 1976;
- Der geräuchte Alträucher, UA 1978 (Wh. 1992, WDR 1979);
- Om Amp, UA 1983; Es war einmal – och hück noch? UA 1983;
- zusammen mit Willi Reisdorf: Dat ahle Sofa (Spiel um d. Lieder v. M.-L. Nikuta), UA 1993;
- Wä kütt en de Blech? UA 2000;
- zusammen mit Willi Reisdorf u. H. Urbanek: Pluute, Wöbcher, Baselümcher (Spiel um die Lieder v. L. Sebus), UA 1995.

Zudem veröffentlichte Hertling zahlreiche Artikel in der Vereinszeitung „Krune un Flamme“.

##### Veröffentlichte Werke in CD-Format
- 2001: Romeo und Julia
- 2013: Der ihrlich jedeilte Chressbaum
- 2015: Der kleine Schwibbes em Fröhjohr

### Rezitator und Verzällchesmann
Hermann Hertling trägt Texte Kölner Autoren und eigene Texte an Kölschen Abenden und im Karneval vor und entwickelt eigene Programme („Leedcher un Verzällcher“) mit Karolin Küpper-Popp (Moderation) und Kölschen Musikern.

### Host
Seit 2021 ist er als Host im „Podklaaf“, einem Podcast op kölsch, im Gespräch mit Karolin Küpper-Popp zu hören.

### Bürgerschaftliches Engagement
Insbesondere engagierte sich Hertling im Heimatverein Alt-Köln, seit 2023 Heimatverein Köln, zunächst als Spielleiter der Kumede, von 1992 bis 2010 als stellvertretender Vorsitzender in Zusammenarbeit mit dem 1. Vorsitzenden Willi Reisdorf und seit 2010 als Ehrenvorstandsmitglied. Langjährig nahm er Beiträge für Bürgerfunk mit Katharina Petzoldt, Gabi Faulhaber und Heinz-Walter Ortwein auf. Darüber hinaus tritt er ehrenamtlich bei Benefizveranstaltungen, z. B. jährlich bei der Karnevalssitzung der Kinderhilfe International, Köln, in Kirchengemeinden und Senioreneinrichtungen auf.

## Auszeichnungen
1985 erhielt Hertling den Severinsbürgerpreis mit der Kumede Köln, 2011 die Franz-Peter-Kürten-Auszeichnung des Rhein-Kreises (Mundartarchiv Ludwig Soumagne). Ebenfalls im Jahr 2011 wurde er mit dem Rheinlandtaler des Landschaftsverbandes Rheinland mit Willi Reisdorf und Arnold Wolff geehrt. 2019 gewann Hertling den 1. Preis beim Rösrather Literaturwettbewerb des Kulturvereins Schloss Eulenbroich mit Unterstützung der Dr.-Jürgen-Rembold-Stiftung. 2023 erhielt er den 2. Preis des 6. Kölschen Literaturwettbewerbs der Dr.-Jürgen-Rembold-Stiftung. Seit 2010 ist Hermann Hertling Ehrenvorstandsmitglied, seit 2025 Ehrenmitglied des Heimatvereins Köln e.V.